# 10. мај
10. мај (10.05) је 130. дан у години по грегоријанском календару (131. у преступној години). До краја године има још 235 дана.

## Догађаји
- 1497 — Италијански морепловац Америго Веспучи кренуо на прво путовање у Нови свет. Према латинској верзији његовог имена немачки картограф Мартин Валдземилер Нови свет назвао Америка, премда је нови континет 1492. открио Кристифор Колумбо.
- 1655 — Енглези од Шпаније преузели Јамајку, под шпанском влашћу 161 годину.
- 1774 — Луј XVI постаје краљ Француске.
- 1844 — Начелник Министарства просвете у Влади Србије Јован Стерија Поповић упутио свим окружним начелствима допис да се старине шаљу у Народни музеј. Тај датум сматра се даном оснивања Народног музеја у Београду, мада је акт о оснивању донет у септембру.
- 1865 — Трупе Уније заробиле, у Америчком грађанском рату, председника Конфедерације Џеферсона Дејвиса.
- 1871 — Француска и Немачка у Франкфурту потписале споразум којим су Алзас и Лорена уступљени Немцима.
- 1877 — Румунија проглашава независност од Турске.
- 1881 — Крунисан румунски краљ немачког порекла Карол I Хоенцолерн, први краљ Румуније.
- 1882 — Почео шаховски турнир у Бечу, Аустрија.
- 1904 — Основана фирма Хорх, која касније постаје Ауди.[1]
- 1906 — Италијански краљ и швајцарски председник званично отворили „Симплон“, тунел кроз Алпе којим су повезане Италија и Швајцарска.
- 1923 — Краљевина Срба, Хрвата и Словенаца и Грчка склопиле Конвенцију о оснивању Слободне зоне у Солуну, којом је на 50 година Краљевини СХС припала царинска управа. Нови аранжман Југославија и Грчка потписале 1975. у Атини, с важношћу од 10 година.
- 1933 — У Берлину, испред Рајхстага, нацисти спалили више од 25.000 књига Маркса, Фројда, Брехта, Ајнштајна и навели да почиње ново раздобље у историји немачке културе.
- 1940 —
  - Немачка без објаве рата напала Холандију, Белгију и Луксембург, а Велика Британија после немачке инвазије на Данску запосела бившу данску колонију Исланд.
  - Винстон Черчил постао премијер Велике Британије пошто је Невил Чемберлен, потписник Минхенског споразума, поднео оставку.
- 1941 — Хитлеров заменик Рудолф Хес спустио се падобраном у Шкотску у намери да почне мировне преговоре и ухапшен.
- 1945 — Совјетске трупе у Другом светском рату заузеле Праг. Савезници преузели Рангун од Јапанаца.
- 1954 — Бил Хејли и Комете издају „Rock Around the Clock“, прву рокенрол плочу која постиже прво место на музичким топ-листама.
- 1960 — Америчка нуклеарна подморница „Тритон“ завршила путовање око света које је трајало 84 дана.
- 1981 — Франсоа Митеран постао председник Француске победивши у другом кругу Валерија Жискара Д'Естена.
- 1988 — Сједињене Америчке Државе уложиле су вето на предлог резолуције Савета безбедности Уједињених нација, којом би Израел био осуђен због упада у јужни Либан.[2][3] Ову резолуцију Југославија предложила је заједнички са групом несврстаних држава (Алжир, Аргентина, Непал, Сенегал и Замбија). Југословенски амбасадор у УН Драгослав Пејић изјавио је да „Југославија најснажније осуђује последњи акт агресије против Либана”. Амбасадор САД у УН Вернон Волтерс образложио је амерички вето да се у тексту те резолуције „не помиње да се не  [sic] пријатељски акти против Израела организују у Либану”.[2]
- 1993 — Више од 200 тајландских радника погинуло у пожару који је захватио фабрику играчака у провинцији Након Патом.
- 1994 —
  - Нелсон Мандела изабран за председника Јужне Африке и постао први црни председник те земље.
  - Италијански медијски магнат Силвио Берлускони постао председник Владе Италије.
- 1995 — Светска здравствена организација у Женеви саопштила да би узрочник смртоносне епидемије у Заиру могао бити вирус "ебола".
- 1997 — У земљотресу у источном Ирану погинуло најмање 1.560 људи.
- 1999 — Бразил формално дозволио политички азил свргнутом председнику Парагваја Раулу Кубасу и његовој породици.
- 2001 — Скупштина Југославије ратификовала Споразум о специјалним, паралелним везама с Републиком Српском који су 5. марта у Бањалуци потписали председник Југославије Војислав Коштуница и председник РС Мирко Шаровић.
- 2002 — Бивши агент ФБИ Роберт Хансен осуђен у САД на доживотну робију због продаје строго поверљивих докумената Москви. Шпијун који је нанео највећу штету у историји САД.
- 2003 — Суд у Јемену осудио на смрт Абеда Абдула Разака Камела због убиства три америчка баптистичка мисионара и рањавање једног, у децембру 2002. у једној болници у граду Џибла.
- 2024 — Генерална скупштина Уједињених нација усвојила је резолуцију  (са 143 гласова за, 9 против, 25 уздржаних, а 16 није гласало), којом се проширују права Палестине у тој организацији, уз препоруку Савету безбедности да преиспита и одобри чланство те државе у Уједињеним нацијама.[4]

## Рођења
- 1760 — Клод Жозеф Руже де Лил, француски официр, песник и композитор. (прем. 1836)[5]
- 1824 — Милош Миле Димитријевић, српски правник, политичар и председник Матице српске. (прем. 1896)[6]
- 1838 — Џон Вилкс Бут, амерички глумац, атентатор на Абрахама Линколна. (прем. 1865)[7]
- 1876 — Иван Цанкар, словеначки књижевник. (прем. 1918)[8]
- 1899 — Фред Астер, амерички глумац, плесач, певач и кореограф. (прем. 1987)[9]
- 1902 — Дејвид О. Селзник, амерички продуцент и сценариста. (прем. 1965)[10]
- 1931 — Оља Ивањицки, српска сликарка, вајарка и песникиња. (прем. 2009)[11]
- 1938 — Мануел Сантана, шпански тенисер.[12] (прем. 2021)
- 1939 — Ивица Видовић, хрватски глумац.[13] (прем. 2011)
- 1942 — Карл Даглас, јамајкански певач.[14]
- 1946 — Душан Петричић, српски графичар, илустратор и карикатуриста.[15]
- 1948 — Мег Фостер, америчка глумица.[16]
- 1950 — Миодраг Крстовић, српски глумац.
- 1955 — Марк Дејвид Чапман, убица Џона Ленона.[17]
- 1957 — Сид Вишос, енглески музичар, најпознатији као басиста групе Sex Pistols. (прем. 1979)[18]
- 1958 — Владимир Дивљан, српски музичар. (прем. 2015)
- 1960 — Боно Вокс, ирски музичар, најпознатији као фронтмен и певач групе U2.[19]
- 1965 — Линда Еванђелиста, канадски модел.[20]
- 1968 — Емилија Кокић, хрватска музичарка.
- 1968 — Ерик Паладино, амерички глумац.[21]
- 1969 — Денис Бергкамп, холандски фудбалер и фудбалски тренер.[22]
- 1969 — Зоран Приморац, југословенски и хрватски стонотенисер.
- 1974 — Силван Вилтор, француски фудбалер.[23]
- 1974 — Владислава Ђорђевић, српска глумица и певачица.[24]
- 1977 — Ник Хајдфелд, немачки аутомобилиста, возач Формуле 1.[25]
- 1980 — Кирил Лазаров, македонски рукометаш.[26]
- 1987 — Али Хејз, америчка порнографска глумица.[27]
- 1988 — Адам Лалана, енглески фудбалер.[28]
- 1990 — Ивана Шпановић, српска атлетичарка (скок удаљ).[29]
- 1997 — Ришарлизон, бразилски фудбалер.[30]

## Смрти
- 1774 — Луј XV, краљ Француске. (рођ. 1710)[31]
- 1928 — Иван Мерц, хрватски академик. (рођ. 1896)[32]
- 1977 — Џоан Крофорд, америчка глумица. (рођ. 1905)[33]
- 1979 — Ита Рина, југословенска филмска глумица између два светска рата. (рођ. 1907)[34]
- 1979 — Антун Аугустинчић је био хрватски и југословенски вајар (рођ. 1900)[35]
- 2002 — Ив Робер, француски глумац и режисер. (рођ. 1920)[36]
- 2003 — Милан Вукчевић, југословенски хемичар и састављач шаховских проблема (рођ. 1937)
- 2005 — Вида Павловић, певачица српске и ромске народне музике. (рођ. 1945)[37]

## Празници и дани сећања
- Српска православна црква слави:
  - Светог апостола Симеона
  - Преподобног Стефана - епископа Владимирског
  - Спаљење моштију светог Саве
  - Преподобног Јована исповедника